# Teresa
 For alternative betydninger, se Teresa (flertydig). (Se også artikler, som begynder med Teresa)
Teresa (også Theresa, Therese; fransk: Thérèse) er et feminint fornavn. Tessa er kortform for Teresa, Theresa og Therese.
Navnet stammer fra den Iberiske Halvø i senantikken. Navnets afledning er usikker, det kan være afledt af græsk θερίζω (therízō) "at høste", eller fra θέρος (theros) "sommer". En anden oprindelse af navnet er fra det latinske ord "Terra", som betyder jord. Terra, moder Jord. Det er først registreret i formen Therasia, navnet på Therasia af Nola, en aristokrat fra det 4. århundrede. Dets popularitet uden for Iberia steg på grund af helgenen Teresa af Ávila, og for nylig Thérèse af Lisieux og Moder Teresa.